# 新井鷗子
新井 鷗子（あらい おーこ）は、東京都出身の構成作家。クラシックコンサート、テレビの音楽番組の構成・監修を手がける。障がいとアーツ研究者。
「だれでもピアノ」開発者。
東京芸術大学音楽学部楽理科卒業、東京藝術大学音楽学部作曲科卒業。
1998年、音楽教育番組『わがままオーケストラ』（NHK教育）の構成で国際エミー賞入選。クラシック音楽関連書の執筆、オペラやミュージカルの脚本、講師活動、テレビ番組・ラジオ番組出演など多岐に渡って活動している。「横浜音祭り2013」音楽監督、「横浜音祭り2016」総合ディレクター、2020年4月1日より横浜みなとみらいホール館長。東京藝術大学特任教授。専門はインクルーシブアーツ。

## 主な担当番組
- 読響シンフォニックライブ（日本テレビ、BS日テレ）
- 題名のない音楽会（テレビ朝日）
- エンター・ザ・ミュージック（BSテレ東）
- 東急ジルベスターコンサート（テレビ東京）
- ドラえもん (2005年のテレビアニメ)[2]（テレビ朝日）

## コンサート
定期的に構成を担当
- NHK交響楽団
- 読売日本交響楽団
- 新日本フィルハーモニー交響楽団
- 東京フィルハーモニー交響楽団
- 仙台フィルハーモニー管弦楽団
- 札幌交響楽団
- 横浜音祭り 2013,2016,2019,2022

## テレビ・ラジオ出演
- クラシック・リクエスト（NHK-FM）　1990年-1995年 司会
- ワーグナー〈ニーベルングの指環〉徹底解剖（NHKハイビジョン）　1995年 音楽解説者としてレギュラー出演
- ヨーロッパ夏の音楽祭（NHK-FM）　2000年-2012年 司会
- 熊川哲也のバレエ音楽スタジオ（NHK-FM）　2011年-2012年 司会
- DJクラシック（NHK-FM）2012年-2013年 司会
- エンター・ザ・ミュージック（BSジャパン）　不定期出演

## 講師活動
- 早稲田大学非常勤講師（2002年-2010年）
- 東京芸術大学
  - 非常勤講師（2010年-2015年）
  - 特任准教授（2015年-2016年）
  - 特任教授（2016年ー現在）
- 洗足学園音楽大学客員教授（2012年ー現在）
- 東京大学 先端科学技術研究センター客員教授（2024年ー現在）

## 著書
- Aが響く前に（日本テレビ）1992年
- 詩集「扉」（芸林書房）2001年
- あたらしい教科書8・音楽（共著・プチグラパブリシング）2006年
- 携帯で聴けるクラシックの名旋律（実業之日本社）2009年
- SWEET CLASSIC THE BEST OF CLASSICAL CROSSOVER選曲・解説（ハッツアンリミテッド）2015年
- おはなしクラシック全3巻（アルテスパブリッシング）2015年
- 頭のいい子が育つクラシックの名曲（新星出版社）
  - 45選　2015年
  - 世界に羽ばたく音楽の旅　2016年
- ひとさし指のノクターン（ヤマハミュージックメディア）2016年
- 音楽家ものがたり（音楽之友社）
  - 「ベートーヴェン」2019年
  - 「モーツァルト」2019年
  - 「ショパン」2020年